# Teknikprogrammet
Teknikprogrammet är ett nationellt program på gymnasieskolan. Programmet är likt det naturvetenskapliga programmet i det att man läser relativt mycket matematik (upp till Matematik 3, tidigare kallad Matematik C, är obligatoriskt). Eleverna läser dock normalt inte något tredje språk, och inte heller någon biologi, även om det ibland går att välja till. I stället för dessa ämnen ingår oftast teknikbaserade ämnen. Teknikbaserade ämnen kan till exempel vara konstruktion, CAD, EDA, materiallära, databashantering och webbdesign. 
Teknikprogrammet har fem inriktningar:
Inriktningen design och produktutveckling ska ge kunskaper om och färdigheter i design och produktutveckling där datorstyrd design samt konstruktion är centrala. Den ska också behandla designprocess och designmetodik.
Inriktningen informations- och medieteknik ska ge kunskaper om och färdigheter i informations-, kommunikations- och medieteknik. Den ska behandla datorkommunikation, programmering, digital media, webbutveckling samt dator- och kommunikationsteknik.
Inriktningen produktionsteknik ska ge kunskaper om och färdigheter i produktion och företagande. Den ska behandla automation och hur produktionslinjer styrs samt ge produktionskunskaper inom olika områden.
Inriktningen samhällsbyggande och miljö ska ge kunskaper om och färdigheter i samhällsbyggande, miljö och arkitektur. Den ska behandla byggande och miljöfrågor ur ett brett perspektiv, såväl tekniskt, ekologiskt och estetiskt som ekonomiskt och socialt.
Inriktningen teknikvetenskap ska ge kunskaper om och färdigheter i teknikvetenskapens arbetsmetoder och verktyg för matematisk modellering, simulering, styrning och reglering. Den ska fördjupa kunskaper om teknik, matematik och fysik.
Teknikprogrammet är sedan läroplanen Gy11 ett högskoleförberedande program.
Personer som läst teknikprogrammet har möjlighet att vidareutbilda sig till gymnasieingenjör. 

## GY2011

### Kurser
Gymnasiegemensamma ämnen
- Matematik 1c, 100 p
- Matematik 2c, 100 p
- Matematik 3c, 100 p
- Engelska 5, 100, p
- Engelska 6, 100, p
- Fysik 1, 150 p
- Kemi 1, 100 p
- Svenska 1, 100 p
- Svenska 2, 100, p
- Svenska 3, 100, p
- Historia 1a1, 50 p
- Samhällskunskap 1b, 100 p
- Religionskunskap 1, 50 p
- Idrott och hälsa 1, 100 p
- Teknik 1, 150 p
- Projektarbete, 100 p
- Individuellt val, 200 p

### Inriktningar
Design och produktutveckling
- Bild och form 1a1, 50 p
- CAD 1, 50 p
- Design 1, 100 p
- Konstruktion 1, 100 p

Produktionsteknik
- Mekatronik 1, 100 p
- Produktionskunskap 1, 100 p
- Produktionsutrustning 1, 100 p

Samhällsbyggande
- Arkitektur — hus, 100 p
- Hållbart samhällsbyggande, 100 p
- Miljö- och energikunskap, 100 p

Informations- och medieteknik
- Dator- och nätverksteknik, 100 p
- Programmering 1, 100 p
- Webbutveckling 1, 100 p

Teknikvetenskap
- Matematik 4, 100 p
- Fysik 2, 100 p
- Teknik 2, 100 p

Programfördjupningar

400 p
Kurser som ska erbjudas: 
- Matematik 4, 100 p
- Matematik 5, 100 p
- Matematik Specialisering, 100 p
- Biologi 1, 100 p
- Engelska 7, 100 p
- Fysik 2, 100 p

## –2011

### Kurser
Samtliga elever på Teknikprogrammet läser, utöver kärnämneskurserna och projektarbetet:
- Matematik A, 100 p
- Matematik B, 50 p
- Matematik C, 100 p
- Engelska A, 100, p
- Engelska B, 100, p
- Estetisk verksamhet, 50 p
- Samhällskunskap A, 100 p
- Religionskunskap A, 50 p
- Svenska A, 100 p
- Svenska B, 100, p
- Fysik A, 100 p
- Kemi A, 100 p
- Datorkunskap, 50 p
- Idrott och hälsa A, 100 p
- Naturkunskap A, 50 p
- Projektarbete, 100, p
- Teknik, människa, samhälle, 50 p
- Teknikutveckling och företagande, 100 p
- Individuellt val, 300 p

### Förslag på inriktningar
- Datorteknik, 300 poäng
- Människa och teknik, 350 p
- Teknik och företagande, 350 p
- Teknik, miljö och samhällsbyggande, 350 p
- Virtuell design, 300 p